# 3 de juliol
El 3 de juliol és el cent vuitanta-quatrè dia de l'any del calendari gregorià i el cent vuitanta-cinquè en els anys de traspàs. Resten 181 dies per a acabar l'any.

## Esdeveniments
Països Catalans
- 1965, Barcelona: Els Beatles actuen a Barcelona.[1]
- 1970: Accident aeri del Montseny de 1970, un avió de la companya anglesa Dan Air procedent de Manchester, es va estavellar al Massís del Montseny amb 112 passatgers a bord.[2]
- 2006, València: L'Accident de metro a València del 2006 causat pel descarrilament d'un comboi a l'estació de Jesús, provoca més d'una quarantena de morts i ferits.
- 2015, El Govern balear aprova la derogació de la Llei de Símbols i l'amnistia dels expedientats per aquesta llei. El Parlament balear ho va confirmar el 6 d'octubre.[3]

Resta del món
- 1620 - Ulm: la Unió Protestant, una coalició d'estats alemanys protestants, signa el Tractat d'Ulm amb l'emperador Ferran II.
- 1710 - Hannover (Alemanya): Rússia i el ducat de Brunswick-Lüneburg s'alien en el Tractat de Hannover de 1710 durant la Gran Guerra del Nord.
- 1720 - Castell de Frederiksborg (Dinamarca): Suècia i el Regne de Dinamarca i Noruega signen el Tractat de Frederiksborg que representà el final de la Gran Guerra del Nord entre aquests països. Dinamarca va guanyar el control del ducat de Slesvig.
- 1754 - Farmington (Pennsilvània, EUA): George Washington va patir la seva única derrota en la batalla de Great Meadows durant la Guerra Franco-Índia.
- 1850, Regne Unit: La Reina Victòria rep el cèlebre diamant Koh-i-Noor.[4]
- 1880: Es publica el primer número de la revista Science.
- 1940 - Atac a Mers-el-Kébir, també conegut com a Operació Catapulta va ser un atac realitzat a l'Algèria francesa quan un grup de la Royal Navy britànica destruí gran part de la flota francesa allà ancorada.[5]
- 1953 - Pakistan: Hermann Buhl aconsegueix fer la primera ascensió al Nanga Parbat.
- 1973: Hèlsinki (Finlàndia):Inici de la Conferència de Hèlsinki, o Conferència sobre Seguretat i Cooperació a Europa (CSCE), celebrada a Hèlsinki entre el 1972 i el 1975, era hereva del Tractat de Seguretat Col·lectiva a Europa, firmat a Moscou el 1954.[5]
- 1988: és abatut el vol 655 d'Iran Air al sud de l'illa de Qeshm, a l'estret d'Ormuz, per un creuer llançamíssils estatunidenc provocant l'anorreament dels passatgers i la tripulació.
- 2019: Illes Eòlies: El volcà Stromboli entra en erupció i causa un mort i dos ferits.[6]
- 2024, Saint Vulbas (França): Mark Cavendish guanya la cinquena etapa del Tour de França i esdevé el ciclista amb més victòries d'etapa en la història de la prova.[7]

## Naixements
Països Catalans
- 1754 - Carlet: Antoni Montesinos i Millo, mestre de capella i compositor valencià (m. 1822).[8]
- 1900 - Tàrregaː Maria Bernades Guardiola, llevadora targarina que treballà a Viladecans.[9]
- 1903 - Els Hostalets d'en Bas: Mercè Bayona i Codina, poetessa catalana (m. 1972).[10]
- 1911 - Gandesa: Joan Grijalbo, editor català (m. 2002).
- 1914 - Barcelona: Joan Vinyoli i Pladevall, poeta català (m. 1984).[11]
- 1918 - Barcelona: Josep Rahola i d'Espona, enginyer industrial i polític català (m. 2023).
- 1933 - Barcelona: Carme Barbarà i Geniés, dibuixant de còmic i il·lustradora.[12]
- 1940 - Barcelona: Laura Almerich, guitarrista catalana, coneguda per la seva relació artística amb Lluís Llach (m. 2019).[13]
- 1970 - Barcelona: Lolita Bosch, escriptora catalana.[14]
- 1976 - Santpedor: Laura Vilagrà, politòloga i política catalana; ha estat alcaldessa de Santpedor i diputada al Parlament.[15]

Resta del món
- 1517 - Huanggang, Hubei (Xina): Li Shizhen, metge, farmacòleg i erudit xinès de la Dinastia Ming (m. 1593).[16]
- 1550 - Reifnitz, Eslovènia: Jacobus Gallus Carniolus, Jacob Handl o Jacob Handl-Gallus, compositor txec del Renaixement (m. 1591).[17]
- 1590 - Bolonya: Lucrezia Orsina Vizzana, important compositora del Renaixement, cantant i organista (m. 1662).[18]

- 1842 - Hall in Tirol, Àustria: Otto Stolz, matemàtic austríac.
- 1854 - Hukvaldy, Moràvia, República Txeca: Leoš Janáček, compositor txec (m. 1928).[19]
- 1860 - Hartford: Charlotte Perkins Gilman, escriptora, sociòloga i activista política estatunidenca (m. 1935).[20]
- 1861 - Lowell, Massachusetts: Frederick Stark Pearson, enginyer i empresari nord-americà, fundador de la Barcelona Traction, Light and Power i dels Ferrocarrils de Catalunya (m. 1915).
- 1880 - Danzig, Imperi Alemany: Carl Schuricht, director d'orquestra alemany.
- 1883 - Praga, Imperi Austrohongarès: Franz Kafka, escriptor txec en llengua alemanya.[21]
- 1888 - Madrid, Espanya: Ramón Gómez de la Serna, escriptor espanyol.
- 1897 - Surat, Índia: Hansa Jivraj Mehta, política i activista feminista (m. 1995).[22]
- 1901 - East Liverpool, Ohio: Ruth Crawford Seeger, compositora nord-americana, especialista en música popular (m. 1953).[23]
- 1927 - Teuven, Voeren, Bèlgica: Charles Vandenhove, arquitecte belga.
- 1930 - San Cristóbal de la Laguna, Canàries, Espanya: Antonio Cubillo, polític independentista canari.
- 1937 - Zlín, Txecoslovàquia: Tom Stoppard, dramaturg britànic d'origen txec.
- 1938 - Durham, Anglaterra: Jean Aitchison, lingüista, professora i investigadora britànica.[24]
- 1939 - Berlín (Alemanya): Brigitte Fassbaender, mezzosoprano alemanya.[25]
- 1950 - Hangzhou, Zheijiang (Xina): Zhang Kangkang (en xinès tradicional: 張抗抗; en xinès simplificat: 张抗抗; en pinyin: Zhāng Kàngkàng) és una de les escriptores més destacats del panorama literari xinès contemporani. Una de les principals representants del moviment literari anomenat "literatura de les cicatrius.[26]
- 1951 - Port-au-Prince (Haití): Jean-Claude Duvalier, anomenat Bébé Doc o Baby Doc, polític haitià. Fou president d'Haití (m. 2014).[5]
- 1959 - London (Ontario), Canadà: David Shore, guionista de sèries televisives.
- 1962 - Siracusa, Nova York, Estats Units: Tom Cruise, actor de cinema estatunidenc.
- 1965 - Elling, Frederikshavn, Dinamarca: Connie Nielsen, actriu danesa.
- 1987 - Heppenheim, Hessen, Alemanya: Sebastian Vettel, pilot de fórmula 1.
- 1973 - Davao, Filipines: Mimi Miyagi, actriu porno.

## Necrològiques
Països Catalans
- 1431 - Bellesguard, Barcelona: Violant de Bar, reina consort d'Aragó, València, Mallorca, Sardenya i Còrsega, duquessa de Girona, Atenes i Neopàtria i comtessa de Barcelona, Rosselló, Cervera i Cerdanya (n. ca. 1365).[27]
- 1977 - Mafet (Urgell): Josep Maria Benet i de Caparà, advocat i militar català, primer president de la Unió Excursionista de Catalunya (n. 1905).
- 2000 - Sant Feliu de Codines (Vallès Oriental): Enric Miralles i Moya, arquitecte català (n. 1955).[28]
- 2009 - Barcelona: Assumpció Català i Poch, astrònoma i matemàtica (n. 1925).[29]
- 2018 - Barcelona: Eva Serra i Puig, historiadora i activista política catalana, militant en favor de l'independentisme català.[30]

Resta del món
- 683 - Roma: Lleó II, papa.
- 710 - Xi'an (Xina): Emperador Zhongzong de Tang (xinès: 唐中宗) 4t emperador de la Dinastia Tang (n. 656).[31]
- 1904 - Budapest (Hongria): Theodor Herzl, en hongarès: Tivadar Herzl, en hebreu Benjamin Ze'ev (בנימין זאב), escriptor, dramaturg i periodista hongarès (n. 1860).[32]
- 1964 - Londres, Regne Unit: Gertrud Bing, historiadora de l'art, acadèmica, bibliotecària i directora del Warburg Institute (n.1892).
- 1969 - Hartfield, Sussex, Anglaterra: Brian Jones, músic anglès de rock, membre dels Rolling Stones.
- 1971 - París, França: James Douglas Morrison, conegut com a Jim Morrison, músic estatunidenc, cantant de The Doors.
- 1977 - Chicago: Gertrude Abercrombie, artista pintora americana, adscrita al corrent surrealista (n. 1909).[33]
- 1985, Wetzlar (Alemanya): Germaine Krull, fotògrafa alemanya, figura essencial de la Nova Visió (n.1897).[34]
- 2001 - Northampton: Delia Derbyshire, compositora de música concreta, pionera en l'àmbit de la música electrònica (n. 1937).[35]
- 2013 - Bucarest, Romania: Radu Vasile, polític, economista, poeta i historiador romanès.
- 2025 - Cernadilla: Diogo Jota, futbolista portuguès.

## Festes i commemoracions

### Santoral[36]

#### Església Catòlica[37]
- Sants al Martirologi romà: Tomàs apòstol; Memnó i Sever de Wiza, màrtirs; Anatoli de Laodicea, bisbe (280); Marc, Mucià i Pau de Mèsia, màrtirs (s. IV); Heliodor d'Altino, bisbe (405); Anatoli de Constantinoble, patriarca (458); Lleó II papa; sant Raimon Gairard, mestre; Josep Nguyen Dinh Uyen, màrtir (1838); Felip Phan Van Minh, màrtir (1853); Pere Zhao Mingzhen, Joan Baptista Zhao Mingxi, màrtirs (1900).
  - Beats: Anna Maria Mogas, fundadora de les Franciscanes Missioneres de la Mare del Diví Pastor.
- Sants: Jacint de Capadòcia, màrtir (ca. 120); Dàtus de Ravenna, bisbe (190); Ireneu i Mustiola de Chiusi, màrtirs (270); Pau, màrtir (s. IV); Trifó i dotze màrtirs d'Alexandria; Eulogi i companys màrtirs de Constantinoble (ca. 365); Germà de Man, bisbe (ca. 474); Byblig o Públic de Gal·les (s. V); Bladus de Man, bisbe; Gunthiern de Bretanya, abat de Kemperle (ca. 500); Cil·leni de Iona, abat (ca. 752); Gutagó de Oostkerk, reclòs (s. VIII); Maelmuire O'Gorman, abat de Knock (1167).
- Venerable Joseph Lenzel, màrtir (1942).

#### Església Copta
- Gabriel arcàngel: consagració de l'església a el-Nakloun, Fajjum; Josuè, cabdill d'Israel.

#### Església Ortodoxa (segons el calendari julià)
- Se celebren els corresponents al 16 de juliol del calendari gregorià.

#### Església Ortodoxa (calendari gregorià)
Corresponen als sants del 20 de juny del calendari julià.
- Sants Inna, Pinna i Rimma d'Escítia, màrtirs (s. I-II); Leuci de Brindisi, bisbe (180); Africà, monjo; Pau, Ciríac, Paula, Feliciana, Tomàs, Fèlix, Martiri, Vatali, Crispí i Emili de Tomi, màrtirs (290); Arístocles, Demetrià i Atanasi de Xipre, màrtirs (306); Metodi de Patara, màrtir (312); Crescenci, màrtir; Estudi de Constantinoble, fundador del monestir de Studion (s. V); Adalbert de Magdeburg, arquebisbe (981); translació (956-970) de les restes dels apòstols Andreu, Tomàs i Joan, de Lluc l'Evangelista, d'Eliseu i Llàtzer de Betània a l'església dels Sants Apòstols de Constantinoble; Mina de Polotsk (1116); Gleb de Vladímir, príncep (1175); Calixt de Constantinoble, patriarca (ca. 1363); Nicolau Cabàsilas, teòleg (1371); Rafael de Lesbos, monjo i màrtir (1463); Gurias de Kazan (1630, translació de les relíquies); Tots els Sants del Mont Atos; a Ohrid: Naüm d'Ocrida, missioner.

#### Esglésies luteranes
- Sant Tomàs apòstol; Església Evangèlica d'Alemanya: Aoni Paleari, humanista (1570).

#### Esglésies anglicanes
- Sant Tomàs apòstol.